# تشاد أندرسون
تشاد أندرسون (بالإنجليزية: Chad Anderson)‏ هو لاعب هوكي الجليد أمريكي، ولد في 16 يونيو 1982 في تشيساغو سيتي في الولايات المتحدة.

## وصلات خارجية
- تشاد أندرسون على موقع دوري الهوكي الوطني (الإنجليزية)
- تشاد أندرسون على موقع EliteProspects.com (الإنجليزية)
- تشاد أندرسون على موقع HockeyDB.com (الإنجليزية)